# Abel I de Dinamarca
Abel I de Dinamarca (1218 - 29 de junio de 1252) fue duque de Schleswig desde 1232 y rey de Dinamarca desde 1250 hasta su muerte. Su reinado fue el más corto de toda la historia danesa.
Era hijo de Valdemar II de Dinamarca, "el victorioso" y de Berenguela de Portugal y hermano de los reyes Erico IV y Cristóbal I. Fue duque de Schleswig, desde 1232 hasta 1250, cuando subió al trono después del asesinato de su hermano Erico IV de Dinamarca, ocurrido ese año. Falleció dos años más tarde en una revuelta de los frisones.

## Subida al trono
Abel fue proclamado rey de Dinamarca en la asamblea de Viborg, el 1 de noviembre de 1250, tras la muerte de su hermano Erico IV, que había sido asesinado por el chambelán de Abel tras un largo enfrentamiento entre los hermanos. Abel y veinticuatro aristócratas daneses firmaron un documento por el que juraban que el duque no había participado en el asesinato. A pesar de esto se difundió entre las gentes la idea de que Abel había ordenado matar a su hermano; se tiene constancia de esto por la expresión popular Abel por nombre, Caín por sus actos (rima en danés: Abel af navn, Kain af gavn).

## Caída y muerte
Abel y su esposa, la reina Matilde de Holstein, tan sólo rigieron Dinamarca por espacio de año y medio. Recibió quejas por parte de los pequeños agricultores de Frisia, liderados por Sicko Sjaerdema, que pretendían eludir los impuestos. Abel mandó intervenir al ejército contra ellos. Murió el 29 de junio de 1252 a manos de un constructor de ruedas llamado Husum Bridge, cerca de Eiderstedt. Su fallecimiento fue visto entre la gente como un juicio de Dios por la muerte de Erico IV.
El cuerpo se enterró en la catedral de Schleswig. Según la leyenda los monjes escuchaban extraños sonidos provenientes de la iglesia durante las noches. Decían que después temían entrar, y creían que el espíritu solitario de Abel I salía de su tumba y caminaba por la noche. Como consecuencia, el cuerpo se trasladó a las afueras de Schleswig, cerca del palacio de Gottorp. Se dice que el fantasma no encontró descanso durante mucho tiempo y que se ha visto a su alma con un rostro negro, cabalgando un corcel blanco y atravesando los bosques, de caza.

## Matrimonio y descendencia
Con su esposa, Matilde de Holstein (ca. 1220 o 1225 – 1288), con la que se casó en el 25 de abril de 1237;
- Valdemar III, duque de Schleswig (1238–1257)
- Sophie (n.1240, m. después 1284), casada con Bernardo I, príncipe de Anhalt-Bernburg. Su descendiente fue Cristián I de Dinamarca.
- Erico I, duque de Schleswig (c. 1241 – 27 de mayo de 1272)
- Abel, señor de Langeland (1252–1279)

## Dinastía
Los descendientes de Abel I, llamados coloquialmente La familia de Abel, gobernaron sobre Jutlandia Sur con título nobiliario hasta el 1375, en ocasiones con la cooperación de sus parientes de Holstein. Supusieron un problema continuo para la realeza de Dinamarca. Sus leyes significaron finalmente la independencia de Frisia, Holstein y la mayor parte de Schleswig de la Dinamarca inicial.

## Ascendencia
|  |                                      |  |  |  |  |  |  |  |  |  |  |  |  |  |  |  |
|  | 16. Erico I de Dinamarca             |  |  |  |  |  |  |  |  |  |  |  |  |  |  |  |
|  |                                      |  |  |  |  |  |  |  |  |  |  |  |  |  |  |  |
|  |                                      |  |  |  |  |  |  |  |  |  |  |  |  |  |  |  |
|  | 8. Canuto Lavard                     |  |  |  |  |  |  |  |  |  |  |  |  |  |  |  |
|  |                                      |  |  |  |  |  |  |  |  |  |  |  |  |  |  |  |
|  |                                      |  |  |  |  |  |  |  |  |  |  |  |  |  |  |  |
|  | 17. Bothild                          |  |  |  |  |  |  |  |  |  |  |  |  |  |  |  |
|  |                                      |  |  |  |  |  |  |  |  |  |  |  |  |  |  |  |
|  |                                      |  |  |  |  |  |  |  |  |  |  |  |  |  |  |  |
|  | 4. Valdemar I de Dinamarca           |  |  |  |  |  |  |  |  |  |  |  |  |  |  |  |
|  |                                      |  |  |  |  |  |  |  |  |  |  |  |  |  |  |  |
|  |                                      |  |  |  |  |  |  |  |  |  |  |  |  |  |  |  |
|  | 18. Mstislav I de Kiev               |  |  |  |  |  |  |  |  |  |  |  |  |  |  |  |
|  |                                      |  |  |  |  |  |  |  |  |  |  |  |  |  |  |  |
|  |                                      |  |  |  |  |  |  |  |  |  |  |  |  |  |  |  |
|  | 9. Ingeborg de Kiev                  |  |  |  |  |  |  |  |  |  |  |  |  |  |  |  |
|  |                                      |  |  |  |  |  |  |  |  |  |  |  |  |  |  |  |
|  |                                      |  |  |  |  |  |  |  |  |  |  |  |  |  |  |  |
|  | 19. Cristina de Suecia               |  |  |  |  |  |  |  |  |  |  |  |  |  |  |  |
|  |                                      |  |  |  |  |  |  |  |  |  |  |  |  |  |  |  |
|  |                                      |  |  |  |  |  |  |  |  |  |  |  |  |  |  |  |
|  | 2. Valdemar II de Dinamarca          |  |  |  |  |  |  |  |  |  |  |  |  |  |  |  |
|  |                                      |  |  |  |  |  |  |  |  |  |  |  |  |  |  |  |
|  |                                      |  |  |  |  |  |  |  |  |  |  |  |  |  |  |  |
|  | 10. Volodar Glebovich                |  |  |  |  |  |  |  |  |  |  |  |  |  |  |  |
|  |                                      |  |  |  |  |  |  |  |  |  |  |  |  |  |  |  |
|  |                                      |  |  |  |  |  |  |  |  |  |  |  |  |  |  |  |
|  | 5. Sofía de Minsk                    |  |  |  |  |  |  |  |  |  |  |  |  |  |  |  |
|  |                                      |  |  |  |  |  |  |  |  |  |  |  |  |  |  |  |
|  |                                      |  |  |  |  |  |  |  |  |  |  |  |  |  |  |  |
|  | 22. Boleslao III de Polonia          |  |  |  |  |  |  |  |  |  |  |  |  |  |  |  |
|  |                                      |  |  |  |  |  |  |  |  |  |  |  |  |  |  |  |
|  |                                      |  |  |  |  |  |  |  |  |  |  |  |  |  |  |  |
|  | 11. Riquilda de Polonia              |  |  |  |  |  |  |  |  |  |  |  |  |  |  |  |
|  |                                      |  |  |  |  |  |  |  |  |  |  |  |  |  |  |  |
|  |                                      |  |  |  |  |  |  |  |  |  |  |  |  |  |  |  |
|  | 23. Salomé de Berg                   |  |  |  |  |  |  |  |  |  |  |  |  |  |  |  |
|  |                                      |  |  |  |  |  |  |  |  |  |  |  |  |  |  |  |
|  |                                      |  |  |  |  |  |  |  |  |  |  |  |  |  |  |  |
|  | 1. Abel I de Dinamarca               |  |  |  |  |  |  |  |  |  |  |  |  |  |  |  |
|  |                                      |  |  |  |  |  |  |  |  |  |  |  |  |  |  |  |
|  |                                      |  |  |  |  |  |  |  |  |  |  |  |  |  |  |  |
|  | 24. Enrique de Borgoña               |  |  |  |  |  |  |  |  |  |  |  |  |  |  |  |
|  |                                      |  |  |  |  |  |  |  |  |  |  |  |  |  |  |  |
|  |                                      |  |  |  |  |  |  |  |  |  |  |  |  |  |  |  |
|  | 12. Alfonso I de Portugal            |  |  |  |  |  |  |  |  |  |  |  |  |  |  |  |
|  |                                      |  |  |  |  |  |  |  |  |  |  |  |  |  |  |  |
|  |                                      |  |  |  |  |  |  |  |  |  |  |  |  |  |  |  |
|  | 25. Teresa de León                   |  |  |  |  |  |  |  |  |  |  |  |  |  |  |  |
|  |                                      |  |  |  |  |  |  |  |  |  |  |  |  |  |  |  |
|  |                                      |  |  |  |  |  |  |  |  |  |  |  |  |  |  |  |
|  | 6. Sancho I de Portugal              |  |  |  |  |  |  |  |  |  |  |  |  |  |  |  |
|  |                                      |  |  |  |  |  |  |  |  |  |  |  |  |  |  |  |
|  |                                      |  |  |  |  |  |  |  |  |  |  |  |  |  |  |  |
|  | 26. Amadeo III de Saboya             |  |  |  |  |  |  |  |  |  |  |  |  |  |  |  |
|  |                                      |  |  |  |  |  |  |  |  |  |  |  |  |  |  |  |
|  |                                      |  |  |  |  |  |  |  |  |  |  |  |  |  |  |  |
|  | 13. Matilde de Saboya                |  |  |  |  |  |  |  |  |  |  |  |  |  |  |  |
|  |                                      |  |  |  |  |  |  |  |  |  |  |  |  |  |  |  |
|  |                                      |  |  |  |  |  |  |  |  |  |  |  |  |  |  |  |
|  | 27. Matilde de Albón                 |  |  |  |  |  |  |  |  |  |  |  |  |  |  |  |
|  |                                      |  |  |  |  |  |  |  |  |  |  |  |  |  |  |  |
|  |                                      |  |  |  |  |  |  |  |  |  |  |  |  |  |  |  |
|  | 3. Berenguela de Portugal            |  |  |  |  |  |  |  |  |  |  |  |  |  |  |  |
|  |                                      |  |  |  |  |  |  |  |  |  |  |  |  |  |  |  |
|  |                                      |  |  |  |  |  |  |  |  |  |  |  |  |  |  |  |
|  | 28. Ramón Berenguer III de Barcelona |  |  |  |  |  |  |  |  |  |  |  |  |  |  |  |
|  |                                      |  |  |  |  |  |  |  |  |  |  |  |  |  |  |  |
|  |                                      |  |  |  |  |  |  |  |  |  |  |  |  |  |  |  |
|  | 14. Ramón Berenguer IV de Barcelona  |  |  |  |  |  |  |  |  |  |  |  |  |  |  |  |
|  |                                      |  |  |  |  |  |  |  |  |  |  |  |  |  |  |  |
|  |                                      |  |  |  |  |  |  |  |  |  |  |  |  |  |  |  |
|  | 29. Dulce de Provenza                |  |  |  |  |  |  |  |  |  |  |  |  |  |  |  |
|  |                                      |  |  |  |  |  |  |  |  |  |  |  |  |  |  |  |
|  |                                      |  |  |  |  |  |  |  |  |  |  |  |  |  |  |  |
|  | 7. Dulce de Aragón                   |  |  |  |  |  |  |  |  |  |  |  |  |  |  |  |
|  |                                      |  |  |  |  |  |  |  |  |  |  |  |  |  |  |  |
|  |                                      |  |  |  |  |  |  |  |  |  |  |  |  |  |  |  |
|  | 30. Ramiro II de Aragón              |  |  |  |  |  |  |  |  |  |  |  |  |  |  |  |
|  |                                      |  |  |  |  |  |  |  |  |  |  |  |  |  |  |  |
|  |                                      |  |  |  |  |  |  |  |  |  |  |  |  |  |  |  |
|  | 15. Petronila de Aragón              |  |  |  |  |  |  |  |  |  |  |  |  |  |  |  |
|  |                                      |  |  |  |  |  |  |  |  |  |  |  |  |  |  |  |
|  |                                      |  |  |  |  |  |  |  |  |  |  |  |  |  |  |  |
|  | 31. Inés de Poitou                   |  |  |  |  |  |  |  |  |  |  |  |  |  |  |  |
|  |                                      |  |  |  |  |  |  |  |  |  |  |  |  |  |  |  |
|  |                                      |  |  |  |  |  |  |  |  |  |  |  |  |  |  |  |